# Kopiec w Liplasie
Kopiec w Liplasie – około 2-metrowy kurhan znajdując się przy skrzyżowaniu czterech dróg wiejskich w miejscowości Liplas w gminie Gdów.
Pochodzenie i czas powstania kopca nie są do końca wyjaśnione. Wiejska legenda głosi iż kopiec jest zbiorową mogiłą węgierskich żołnierzy, którzy na wieść o wybuchu powstania w swojej ojczyźnie zdezerterowali i odmówili posłuszeństwa cesarzowi, by ruszyć z pomocą swoim rodakom na Węgry. Rzekomo właśnie w Liplasie, lub okolicach miała dopaść ich śmiertelna choroba (najprawdobniej cholera), która uniemożliwiła im dotarcie z pomocą Węgrom w powstaniu i zabiła ów oddział. Inne podanie głosi, iż może to być miejsce pochówku zmarłych na cholerę mieszkańców wsi w wyniku epidemii.
Tajemniczy kurhan nie został nigdy przebadany archeologicznie. Obecnie jest dość zniwelowany i w przeszłości mógł być większy. Istnieje hipoteza iż mogło to być miejsce kultu pogańskiego, sprzed przyjęcia Chrztu Polski, przez ludność okolicznych ziem.

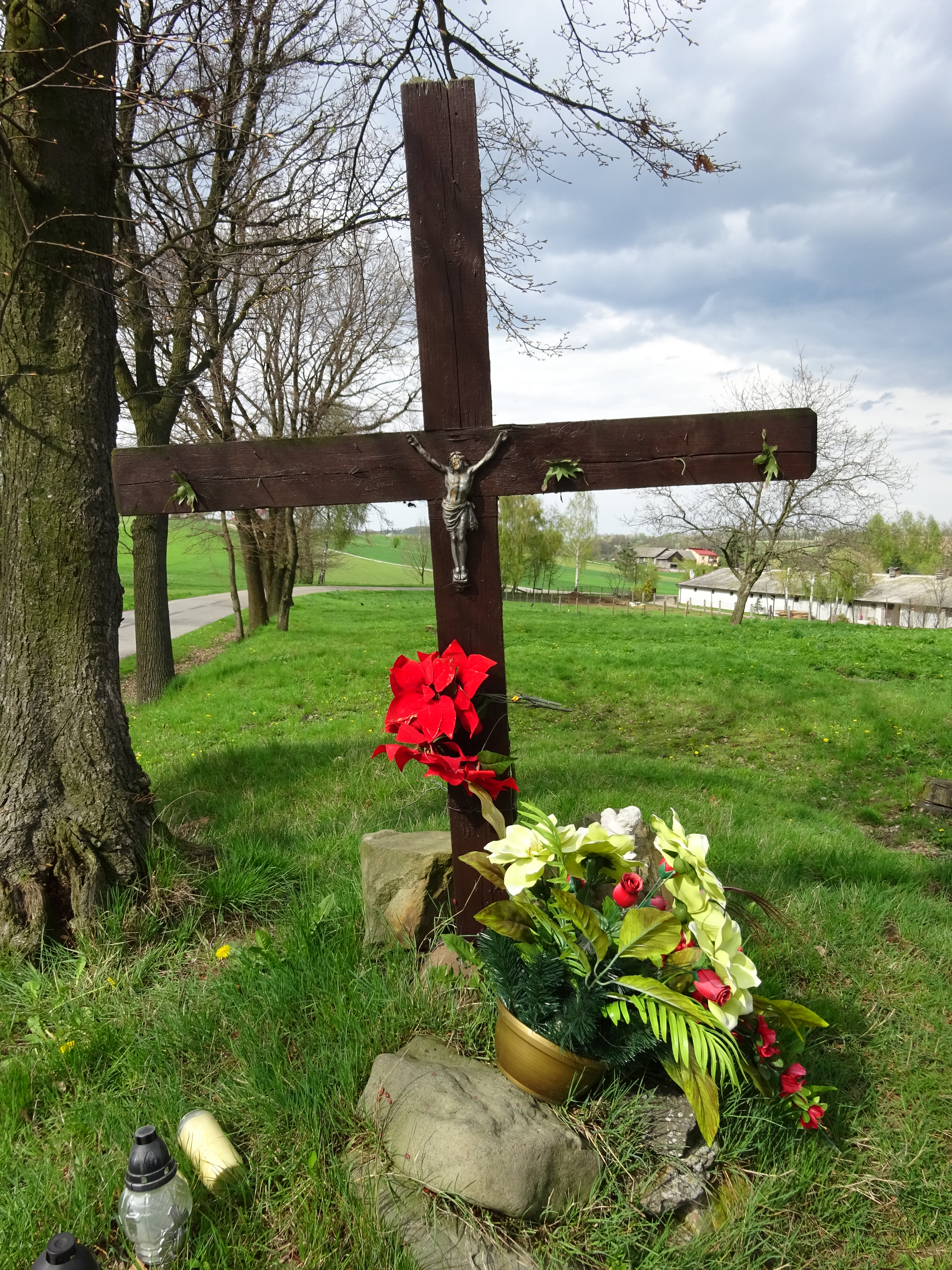
Krzyż na kopcu
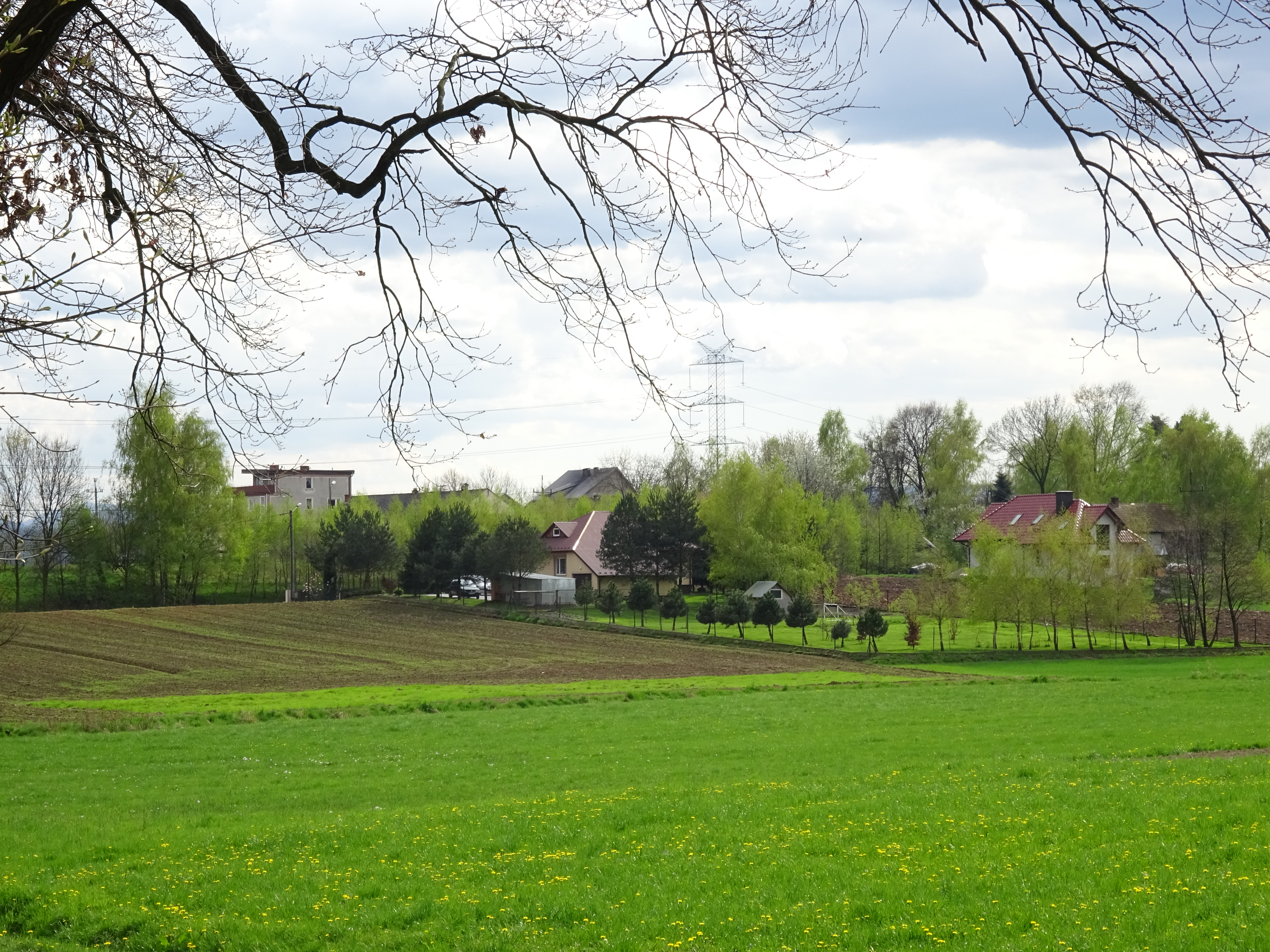
Widok z kopca w stronę wsi